# Mörel-Filet
Mörel-Filet est une commune suisse du canton du Valais, située dans le demi-district de Rarogne oriental dont elle est le chef-lieu.
Elle a été créée le 1er janvier 2009 par la fusion des communes de Mörel et Filet.